# Моррис, Уэсли
Уэсли Моррис (англ. Wesley Morris, род. декабрь 1975 года) — американский кинокритик и двукратный лауреат Пулитцеровской премии за критику для Boston Globe и New York Times.

## Биография
Уроженец Филадельфии Уэсли Моррис изучал кинематограф в Йельском университете. Моррис начал свою карьеру кино- и арт-критика в San Francisco Chronicle и San Francisco Examiner, а также выступал приглашённым ведущим на телевизионном шоу «Siskel & Ebert». С 2002 по 2013 год он писал обзоры и статьи для Boston Globe. В разное время его работы также выходили в Film Comment, Slate, Ebony. Он регулярно выпускал материалы для National Public Radio, а в 2009 году принял участие в съёмках документального фильма «Из любви к кино: история американской кинокритики». Позднее Моррис непродолжительное время был в штате Grantland, где концентрировался на темах о кино и телевидении, вёл подкаст «Do You Like Prince Movies?». Перейдя в штат New York Times в 2015 году, Моррис писал о поп-культуре, значимости гражданских видео ареста Джорджа Флойда, голливудских преувеличениях о расовом примирении и опасности идей, представленных в романтических комедиях. Он является соведущим подкаста «Ещё в процессе», фокусирующегося на расовых проблемах. Также он неоднократно высказывался о табуированности гомосексуальности, в частности, представил эссе «Последнее табу: почему поп-культура не может справиться с сексуальностью чернокожих мужчин». Он неоднократно участвовал в подкастах на WNYC и выступал на SBS.

## Награды
В 2012 году Моррис получил Пулитцеровскую премию за критику благодаря «изящной, изобретательной кинокритике, отличающуейся точной прозой и лёгкими переходами от арт-хауса к кассовым фильмам». Второй своей наградой он был удостоен уже во время работы для New York Times в 2021 году за «неумолимо актуальную и глубоко проникновенную критику о пересечениях расы и культуры в США, написанную в исключительном стиле, поочерёдно игривом и глубоком». Таким образом, он стал пятым кинокритиком, отмеченным Пулитцеровской премией, и единственным — дважды.
Кроме того, в 2015 году критик стал финалистом National Magazine Award за колонки и комментарии. В 2018 году Моррис получил награду Роджера Эберта от Афроамериканской ассоциации кинокритиков в ежегодной номинации за особые достижения.